# Пошук за звуком
Пошук за звуком — отримання інформації на основі аудіовходу. Існує декілька програм, спеціально для мобільних пристроїв, які використовують пошук за звуком. Shazam, SoundHound (раніше Midomi), Axwave, Genius та інші досягли значного успіху завдяки використанню простого алгоритму, який відповідає акустичному відбитку пальця пісні в бібліотеці. Ці програми беруть уривок кліпу, пісні або створену користувачем мелодію та перевіряють музичну бібліотеку/музичну базу даних, щоб побачити, де кліп збігається з піснею. Звідти інформація про пісню буде запитуватися та відображатись користувачеві.
Такі додатки в основному використовуються для пошуку пісні, яку користувач ще не знає. Пошук за звуком не обмежується лише ідентифікацією пісень, але також ідентифікацією мелодій, мелодій або реклами, управлінням бібліотекою звуків та відеофайлами.

## Акустичні відбитки пальців
Спосіб пошуку цих програм за звуком здійснюється шляхом створення акустичного відбитка пальця; цифровий підсумок звуку. Мікрофон використовується для підбору аудіо зразка, який потім розбивається на простий цифровий підпис - унікальний код для кожної доріжки. Використовуючи той самий метод відбитків пальців, коли Шазам бере звуковий кліп, він генерує підпис для цього кліпу. Тоді це просте узгодження зразків з використанням великої бази аудіо-музики.
Практика використання акустичних відбитків пальців не обмежується лише музикою, а й іншими сферами розважального бізнесу. Шазам також може ідентифікувати телевізійні шоу з такою ж технікою акустичних відбитків пальців. Звичайно, цей метод розбиття звукового зразка на унікальний підпис марний, якщо не існує великої бази музики з ключами, яка відповідає зразкам. У базі даних Shazam понад 11 мільйонів пісень. 
Інші сервіси, такі як Midomi та Soundhound, дозволяють користувачам додавати до цієї музичної бібліотеки, щоб розширити можливості зіставлення звукового зразка з відповідним звуком.

## Запит гудінням
Midomi та Soundhound обидва пропонують запитувати, гудячи. Це відгалуження від акустичних відбитків пальців, але все ще є музично-пошуковою системою. Після отримання генерованої користувачем мелодії, яка є вхідним запитом, система повертає рейтинговий список пісень, які є найближчими до запиту користувача.